# أيستاكيون (تشيلي)
أيستاكيون (بالإسبانية: Estación Central) هي بلدية تقع في تشيلي في سانتياغو.[بحاجة لمصدر] يقدر عدد سكانها بـ 130,394 نسمة ومساحتها 14.1 كم2 .

## أعلام
- دييغو توريس